# Erik Varden
Erik Varden OCSO (* 13. května 1974, Sarpsborg, Norsko) je norský katolický kněz, řeholník a biskup, od roku 2019 biskup - prelát trondheimské prelatury.

## Stručný životopis
Erik Varden pochází z norské luteránské rodiny, kde křesťanství nebylo praktikováno. Během svých studií na univerzitě v Cambridgi, v roce 1993 konvertoval ke katolicismu, roku 2002 vstoupil do trapistického opatství Mount St Bernard. Po složení slavných slibů v roce 2007 byl vyslán na studia do Říma, kde na Orientale záskal licenciát z teologie. Následně krátce vyučoval na papežském institutu sv. Anselma v Římě, v roce 2013 se vrátil do svého kláštera, kde byl nejprve představeným ad nutum a v roce 2015 byl zvolen opatem. Papež František jej v roce 2019 jmenoval prelátem trondheimské prelatury. Biskupské svěcení bylo naplánováno na začátek ledna 2020, ale bylo přesunuto na 3. října 2020 kvůli sabatickému období, o které požádal a které přijal, a omezením COVID-19, která následovala. Odehrálo se v trondheimské luteránské katedrále, následně se biskup ujal svého úřadu v katolické katedrále.